# Wojciech Dąbrowski (ur. 1959)
Wojciech Dąbrowski (ur. 8 maja 1959 w Kowarach) – polski aktor filmowy i teatralny.

## Życiorys
Ukończył szkołę podstawową w Kowarach, gdzie w latach 1974–1978 uczęszczał do liceum ogólnokształcącego.
Po ukończeniu PWST we Wrocławiu (1984) związany był z teatrami wrocławskimi: Teatrem Pantomimy (1984–1988) i Teatrem Polskim (1989–2005). W 1997 roku wraz z aktorem Pawłem Okońskim założył firmę Ars Media i Teatr Poniedziałkowy. Przez siedem lat spektakle wystawiano w wynajmowanych salach, a od 2004 roku ich widowiska są grane – pod szyldem Wrocławskiego Teatru Komedia – w dużej i małej sali Wrocławskiego Teatru Lalek.
Dwukrotnie rozwiedziony, ma dwóch synów. Żonaty z Anną.

## Filmografia
- 1980: Kłusownik – uczestnik polowania
- 1982: Na tropach Bartka – chłopak
- 1986: Rycerze króla Artura (spektakl telewizyjny) – rycerz
- 1988: W labiryncie – Wasyluk, dyrektor departamentu w ministerstwie zdrowia
- 1989: Szklany dom – sanitariusz w szpitalu psychiatrycznym
- 1991: Rozmowy kontrolowane – Kamolak, uczestnik narady u Zambika
- 1991: Herkules i stajnia Augiasza (spektakl telewizyjny) – Kambizes
- 1992: Safari, czyli ostatnia jednoaktówka z życia... (spektakl telewizyjny) – poeta
- 1993: Kartoteka rozrzucona. Próby (spektakl telewizyjny) – gość w cyklistówce
- 1993: Magneto – Kosa
- 1993: Frankenstein – oficer
- 1994: Tatort – sprzedawca
- 1994: Cudowne miejsce – kawaler
- 1996: Improwizacje Wrocławskie (spektakl telewizyjny) – wrocławianin
- 1997: Pani Bovary (spektakl telewizyjny) – Rudolf
- 1997: Marion Du Faouet – chef de voleurs – ojciec
- 1997: Diabeł przewrotny (spektakl telewizyjny) – bandyta Clotaldo
- 1998: Kartoteka rozrzucona (spektakl telewizyjny) – gość w cyklistówce
- 1999: Życie jak poker – inwestor
- 1999: Samoobrona (spektakl telewizyjny) – monter
- 2000, 2014, 2018: Świat według Kiepskich –
  - urzędnik (odc. 23),
  - minister (odc. 433),
  - Rysiek (odc. 534)
- 2000–2011: Plebania – Piotr Wojciechowski
- 2000: Pani Hapgood (spektakl telewizyjny) – Maggs
- 2000: Nie ma zmiłuj – seksuolog
- 2003: Tygrysy Europy – organizator urodzin Rogera
- 2003: Fala zbrodni – Bartosz „Basara” Sarnowski (odc. 7)
- 2004–2018: Pierwsza miłość – Jan Radosz
- 2006: Na Wspólnej – lekarz
- 2007: Lekcja historii – nauczyciel historii
- 2009: Popiełuszko. Wolność jest w nas – ksiądz Henryk Jankowski
- 2011: Linia życia – mecenas Makowicz
- 2012: Galeria – dyrektor (odc. 80-81)
- 2012: Prawo Agaty – Jerzy Pachman (odc. 2)
- 2012: Paradoks  – ordynator Moskal (odc. 3)
- 2015: Żyć nie umierać – dyrektor teatru
- 2015–2016, 2019: Barwy szczęścia –
  - Roman Janiszewski (sezony VIII-IX),
  - pan Józef (odc. 2174)
- 2016: Przyjaciółki – prezes New Banku (odc. 87-89, 91-92, 94, 97-98)
- 2016: Komisja morderstw – psycholog Marek Rak (odc. 11-12)
- 2016: Komisarz Alex – konsul (odc. 93)
- 2018–2019: W rytmie serca – dyrektor szpitala dr n. Andrzej Kubacki
- od 2020: Święty – jako sierżant Żbikowski
- 2020: Lombard. Życie pod zastaw – Leszek „Leszczu” Leszczyński